# Arwa Saleh
Pour les articles homonymes, voir Saleh.
Arwa Saleh ou  Arwa Salih (en arabe : أروى صالح, 'arwā ṣāliḥ), née en 1951, morte en 1997, est une enseignante, traductrice et écrivaine communiste et féministe égyptienne, qui était une leader étudiante chevronnée du mouvement étudiant radical des années 1970. Elle a été également membre du comité central du Parti communiste des travailleurs égyptiens (ECWP), un parti marxiste-léniniste. Une grande partie de ses écrits ont été publiés dans le journal du ECWP, diffusé dans la clandestinité en raison de la répression des communistes par l'État égyptien à l'époque. Elle a également publié plusieurs traductions de littérature marxiste en arabe, dont Class Struggle and Women's Liberation de Tony Cliff. Elle a publié deux recueils d'essais : Al-Mubtasarun (littéralement Les prématurés ou Les mort-nés) et un autre, publié à titre posthume, intitulé Saratan al-Rawh (Cancer of the Soul). Elle s'est suicidée en 1997.

## Biographie
Arwa Saleh est née en 1951 au Caire et a étudié la littérature anglaise à l'université de cette ville. Après avoir obtenu son diplôme, elle travaille comme institutrice pendant une courte période, puis comme traductrice pour une agence de presse publique, la Middle East News Agency, et pour un journal économique financé par l'Arabie saoudite, Alam al-Yawm (Le monde aujourd'hui). Elle écrit aussi des essais sociopolitiques sous des pseudonymes et ses traductions de la littérature marxiste apparaissent dans des brochures et des bulletins internes du Parti communiste des travailleurs égyptiens (Hizb al-'Ummal al-Shuyu'i al-Misri), qui était contraint alors de fonctionner en organisation clandestine.
Arwa Saleh devient une figure importante du mouvement étudiant radical du début des années 1970. Ce mouvement étudiant est né en réponse à la défaite de l'Égypte dans la guerre des Six Jours en 1967 et en opposition au régime d'Anouar el-Sadate. Une première vague politique étudiante radicale en Égypte émerge en 1968, exigeant une punition plus sévère pour les responsables de la défaite dans la guerre israélo-arabe. De nombreux leaders de cette vague sont cooptés par le régime ou réussissent à être intimidés et arrêtés. Mais cette vague de militantisme étudiant facilite aussi la mobilisation d'autres étudiants dans la vie politique. À la fin de l'année 1971 et au début de l'année 1972, une nouvelle vague de manifestations et de grèves menées par des étudiants éclate, avec un soutien populaire. Les réductions des dépenses publiques et la suppression de la liberté d'expression d'Anouar el-Sadate provoquent la colère. L'impasse des relations avec Israël signifie que de nombreux étudiants passent une période prolongée au service militaire obligatoire.
Les étudiants occupent les campus pendant des semaines, utilisant les machines et les fournitures d'impression de la presse officielle de l'université du Caire pour imprimer leurs déclarations. Arwa Saleh a un rôle majeur dans l’animation de sit-in à l'université du Caire et crée des affiches murales, des slogans, lit des poèmes et jour des pièces de théâtre. Lorsque la police prend d'assaut le campus le 29 décembre 1972, elle est arrêtée et emprisonnée. Fin décembre 1972 et début janvier 1973, les étudiants occupent la place Tahrir au Caire. Malgré la répression de l'État et l'absence d'une presse indépendante, les étudiants obtiennent un soutien populaire. L'engagement et l'implication d’Arwa Saleh dans ces manifestations influencent son travail ultérieur.Son essai, al-Mubtasarun, réfléchit à l'héritage des leaders étudiants des années 1960 et aux espoirs déçus du mouvement étudiant des années 1970 qui n'a pas réussi à traduire le soutien nationaliste de masse en soutien à un programme s'attaquant aux inégalités de classe, à la redistribution des richesses et à d'autres problèmes sociaux.
Arwa Saleh devient membre du comité central du Parti communiste des travailleurs égyptiens, une organisation issue du mouvement étudiant de 1972 et impliquée dans les soulèvements de 1977 contre les politiques de libéralisation économique de Sadate. Mais de nombreuses organisations marxistes et autres organisations de gauche restaient de petits cercles d'intellectuels, avec une implantation limitée parmi les travailleurs, et rivalisant entre eux malgré des différences théoriques mineures. Plusieurs militants et intellectuels de ces cercles s’éloignent du mouvement dans les années 1980. Ils abandonnent le militantisme politique pour rejoindre des organisations non gouvernementales, des agences humanitaires internationales ou des mouvements islamistes. La dépression de Arwa Saleh face à l'échec des promesses de la gauche révolutionnaire et à la réalité de l'Égypte des années 1980 l'amène à rompre avec le parti. Elle part ensuite en Espagne. Au cours de cette période, elle écrit son amertume et ses analyses à l'égard des organisations dans lesquelles elle était autrefois impliquée, leur intellectualisme mais aussi le sexisme de ses dirigeants.
Son œuvre la plus importante, al-Mubtasarun [Les prématurés ou les mort-nés], essai dont la traduction française a été publiée en octobre 2024 sous le titre Les Inaccomplis, relate son expérience dans le mouvement étudiant des années 1970, avec l'objectif déclaré que la génération des années 1990 apprenne peut-être des erreurs des années 1960 et 1970. Le livre est publié cinq ans après qu'elle l'ait écrit, et est publié avec une nouvelle introduction. Le livre s'attaque aux structures hiérarchiques au sein des organisations communistes, basées sur l'âge, l'ancienneté et souvent le sexe, accusant les militants masculins de s'en prendre aux jeunes femmes et de les diffamer sexuellement si elles résistent à leurs avances.
Après plusieurs tentatives infructueuses, elle se suicide en 1997, quelques mois après la publication d'al-Mubtasarun, en sautant d'un appartement situé au dixième étage. Pour le journaliste et romancier égyptien Ahmed Nagi, le dédain à son égard de ses compagnons de lutte masculins explique en partie son suicide.

## Vie privée
Arwa Saleh s'est mariée trois fois, deux fois à des intellectuels communistes, plus une brève union avec un poète plus jeune de la génération des années 1990. Elle a des relations amoureuses avec plusieurs camarades du mouvement au cours de sa vie et écrit dans al-Mubtasarun sur le traitement des femmes et la libération sexuelle par les intellectuels masculins dans les cercles gauchistes, sans toutefois se référer directement à ses propres expériences. Son premier véritable amant, à qui elle a dédié le livre, était le jeune intellectuel Baha' al-Naqqash.

## Postérité
Son suicide est évoqué dans le roman The Map of Love d'Ahdaf Soueif, publié en 1999. Soueif et Saleh avaient étudié ensemble au département d'anglais de l'université du Caire au début des années 1970. Sa mort a également fait l'objet d’autre mentions ou de traitement fictionnel, comme dans le roman Release de Radwa Ashour, publié en 2008.
Une sélection courte et hâtivement éditée de ses articles a été publiée en 1998, comprenant un extrait de ses mémoires, un long poème et un essai. Cette sélection est intitulée Saratan al-Rawh (Cancer de l'âme). al-Mubtasarun a ensuite été réédité en 2016, par l'Organisation générale du livre égyptien.